# 張敖
張 敖（ちょう ごう、? - 紀元前182年）は、秦末から前漢初期にかけての人。趙王張耳の子で、高祖劉邦の娘婿。子は楽昌侯張寿・信都侯張侈・南宮侯張偃ら。娘は恵帝の皇后張氏。

## 略歴
父の張耳は大梁の人で、同郷の陳余と共に陳勝らの乱に参加し、総大将の武臣を趙王として自立させた。この報に激怒した陳勝は彼らを処刑しようとしたが、上柱国の蔡賜に宥められて、渋々とこれを認めた。そのときに張敖も成都君に封じられた。
後に武臣が武将の李良に殺害され、父の張耳は陳余とともに趙の王族出身だった趙歇を擁立した。だが、これを聞いた章邯は趙の要害である鉅鹿を包囲し、軍勢を率いた張敖と陳余は様子を見ただけで救助する動きを見せなかった。結局は項羽によって章邯が撃退された。そのため、父の張耳と陳余の関係が悪化した。秦が滅びると項羽によって張耳は常山王に封じられたが、今度は陳余が反旗を翻し、張敖は父張耳とともに国を追われた。張耳は漢王劉邦と旧知の仲であったので、張耳は漢に逃げ、劉邦は彼を厚遇した。張耳は韓信と共に趙王趙歇と陳余を破り、代わりに趙王に立てられた。
高祖5年（紀元前202年）に張耳は死去し、張敖が趙王を継いだ。その年、趙王張敖は楚王韓信・韓王信・淮南王英布・梁王彭越・元の衡山王呉芮と共に漢王劉邦に「皇帝」の尊号を奉った。
張敖は高祖と呂后の娘である魯元公主を娶り、彼女を王后とした。
高祖7年（紀元前200年）、高祖が匈奴に負けて帰る際に趙国に立ち寄った。張敖は高祖に対し子供や婿としての礼で仕えて大変卑屈な態度であり、高祖は彼を罵り、大変驕慢であった。趙国の丞相である貫高や趙午は張耳の客であった人物で、その様子を見て怒り、張敖に高祖の殺害を勧めた。張敖は今の自分があるのは全て高祖の力であるからと拒絶した。貫高らは張敖に黙って計画を進めた。
高祖8年（紀元前199年）、高祖がまた趙国を訪れた際、張敖は自分の側室であった趙姫を高祖に献上した。その趙姫は高祖の子を妊娠し、後に劉長を生んだ。貫高らは柏人という所に暗殺者を配置したが、高祖は柏人に逗留しようとした際に胸騒ぎを感じ「柏人とは「人に迫られる」という意味になる」と言い、逗留をやめることにした。そのまた翌年（紀元前198年）、貫高らの陰謀が発覚し、張敖と趙姫・貫高は逮捕された。呂后が張敖について口を利こうとしたが高祖は聞かなかった。貫高は拷問に屈せず、高祖は彼に感服した。貫高は張敖は陰謀に関与していないと証言したので、高祖は張敖を赦免した。
張敖は王位を失い、同年に列侯の宣平侯に封じられた。また高祖は貫高の件で張耳の客だった者を賢明だと思い、皆を郡守などに任命した。
恵帝4年（紀元前191年）、張敖と魯元公主の間に生まれた娘が恵帝の皇后に立てられた。
高后元年（紀元前187年）、魯元公主が死亡した。また同年、張敖と魯元公主の子である張偃が魯王に立てられた。
張敖は高后6年（紀元前182年）に逝去して、武侯と諡された。
高后8年（紀元前180年）、魯王張偃の助けとするため、呂后は張敖の前妻の子である張寿と張侈を列侯に立てた。呂后が死に劉氏と陳平・周勃ら元勲が呂氏一族を滅ぼすと張寿と張侈は廃され、張偃は列侯に戻された。なお、呂氏一族の血筋を引く者で、殺されなかったのは張偃だけであった。